# Torneo di Wimbledon 1891
Il Torneo di Wimbledon 1891 è stata la 15ª edizione del Torneo di Wimbledon e prima prova stagionale dello Slam per il 1891.
Si è giocato sui campi in erba dell'All England Lawn Tennis and Croquet Club di Wimbledon a Londra in Gran Bretagna. 
Il torneo ha visto vincitore nel singolare maschile il britannico Wilfred Baddeley
che ha sconfitto in finale in 4 set il connazionale Joshua Pim con il punteggio di 6–4 1–6 7–5 6–0.
Nel singolare femminile si è imposta la britannica Lottie Dod
che ha battuto in finale in 2 set la connazionale Blanche Bingley Hillyard.
Nel doppio maschile hanno trionfato Wilfred Baddeley e Wilfred Baddeley.

## Risultati

### Singolare maschile
Wilfred Baddeley ha battuto in finale  Joshua Pim con il punteggio di 6–4 1–6 7–5 6–0

### Singolare femminile
Lottie Dod ha battuto in finale  Blanche Bingley Hillyard con il punteggio di 6–2, 6–1

### Doppio maschile
Wilfred Baddeley /  Herbert Baddeley hanno battuto in finale  Joshua Pim /  Frank Stoker con il punteggio di 6–1, 6–3, 1–6, 6–2